# Goita
Goita (japanska: ごいた) är ett traditionellt japanskt brick- eller kortspel som spelas mellan fyra personer. Spelarna spelar om poäng, mest poäng vinner. Man använder speciella kort och spelmekaniken påminner om sticktagningsspel. Det har producerats och sålts av olika utgivare.

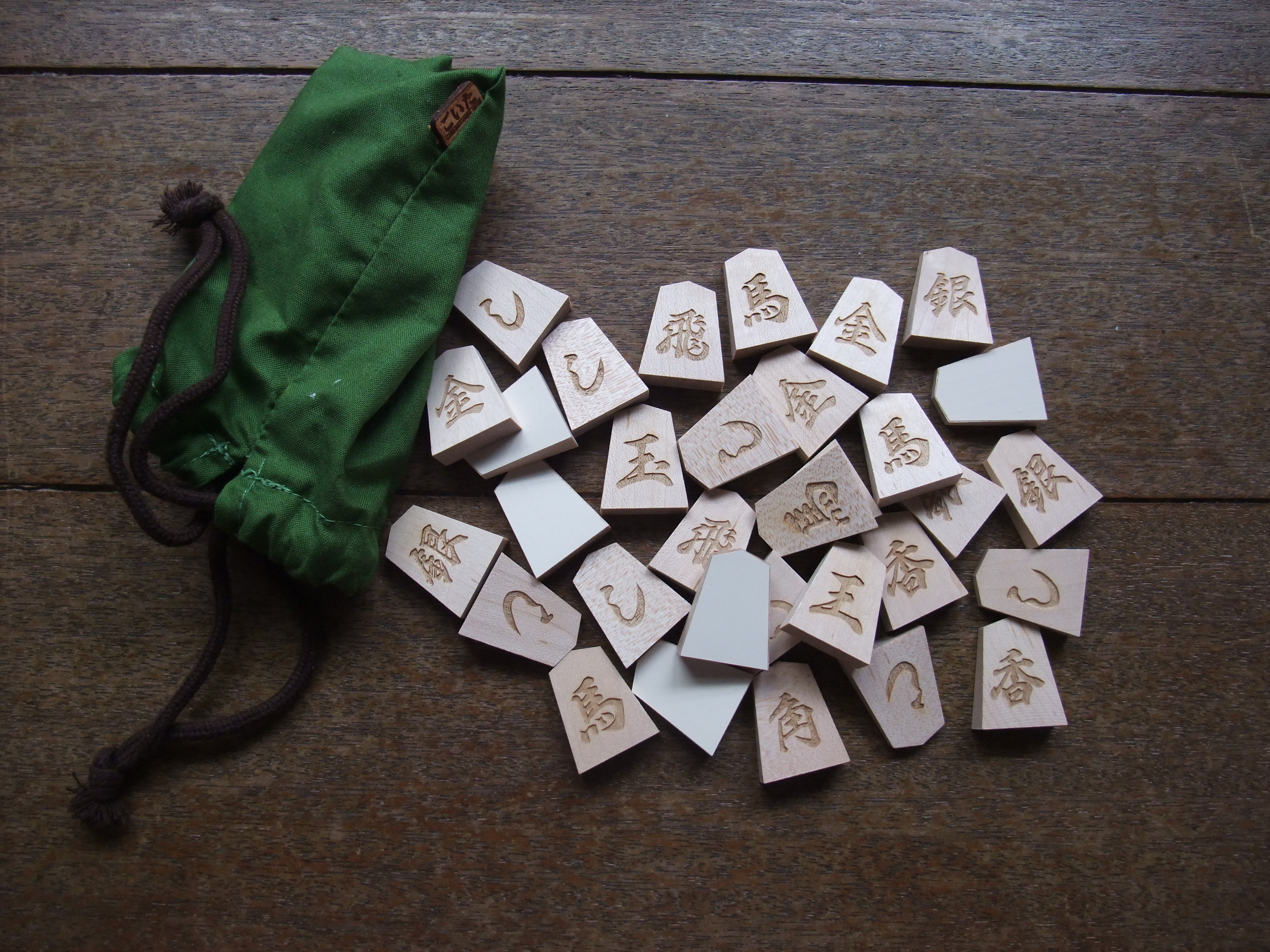
Goita

## Utrustning
I spelet använder man brickor och ett bräde. Brickorna har samma form som de i shogi men har några skillnader på tecknen (istället för 桂馬, ung. springare, så används 馬, häst). Totalt har man 32 brickor och de är ofta handgjorda. Det är också möjligt att använda kort eller andra ersättningar istället brickor. Som bräde kan man använda godtyckligt bräde, vanligt är att använda ett shogi- eller go-bräde.
Brickorna i spelet är:
- 2 st kungar (王), värda 50 poäng
- 2 st torn (飛), värda 40 poäng
- 2 st löpare (角), värda 40 poäng
- 4 st guldgeneraler (金), värda 30 poäng
- 4 st silvergeneraler (銀), värda 30 poäng
- 4 st hästar (馬), värda 20 poäng
- 4 st lansar (香), värda 20 poäng
- 10 st bönder (し), värda 10 poäng

## Spelets gång
Först drar de 4 spelarna var sin bricka, delar upp sig i två par och placerar sig mitt emot sin lagkamrat (stolsplaceringen liknar den i kontraktsbridge). En ur det lag som drog högsta brickan blir giv. Brickorna radas upp med baksidan uppåt på brädet och spelarna tar sedan i turordning en bricka i taget från dessa. När varje spelare har tagit sina 8 brickor börjar spelet.
Given placerar en av sina brickor med framsidan uppåt på brädet (attackerande bricka). Om nästa person har samma bricka som given lade så kan han lägga ut den brickan (mottagande bricka) och får då lägga ut en ny attackerande bricka. Om spelaren i tur inte har samma bricka, eller inte vill lägga ut sin bricka, så säger spelaren nashi (lit. utan) och turen går vidare till nästa spelare. Om alla andra 3 spelare passar (säger nashi) så får spelaren som lade senaste bricka kasta en valfri bricka dolt från sin hand (dold mottagande bricka) och lägga ut en ny attackerande bricka på brädet. På detta sätt blir man av med brickorna på handen, 2 i taget, och det lag varur en spelare först blir av med alla sina brickor vinner omgången. Den sista brickan som lagts bestämmer poängen som laget får. Personen som lade sista brickan startar med att vara giv i nästa omgång.
Det lag som genom flera av dessa omgångar först når upp till en förutbestämd poäng, vinner spelet.

## Alternativa regler
För seniorspelare finns en specialbricka som man får lägga ut när given lägger ut ett torn, löpare, silvergeneral, guldgeneral eller häst. Ibland låter man kungen vara detta trumfkort.
Om man spelar med kort så kan given dela ut de 32 korten som vanligt istället för att låta spelarna ta varsitt i turordning.
När en spelare går ut med samma kort som han just tog emot med, det vill säga spelar samma bricka två gånger i rad och går ut på den andra av dem, så dubblas poängen för brickan.
Det finns också specialregler som ger automatisk vinst i omgången och en viss poäng, om man får fler än 5 bönder på sin hand på given.